# Rozejm w Jamie Zapolskim

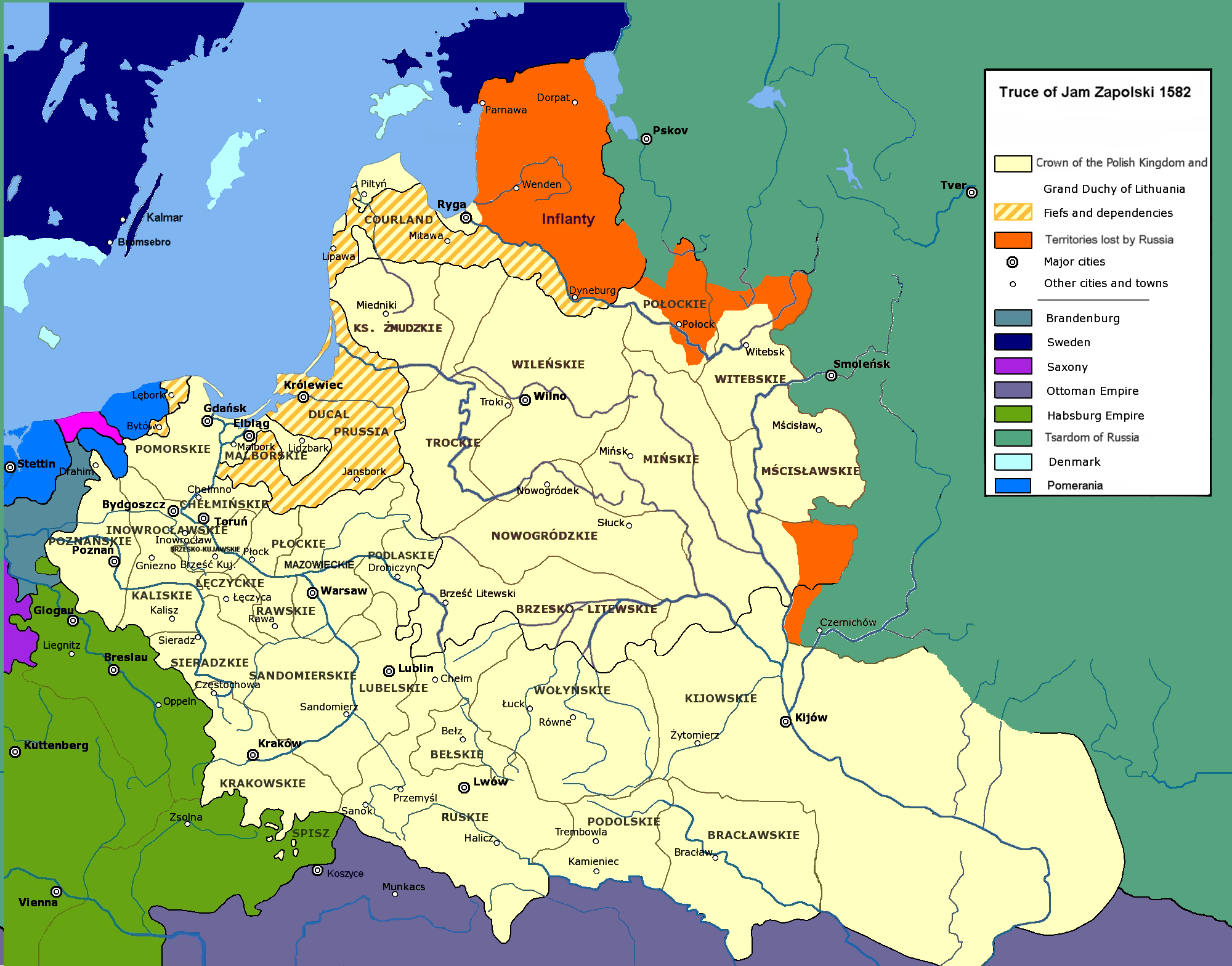
Rozejm w Jamie Zapolskim w 1582, kolorem pomarańczowym zaznaczono terytoria oddane Rzeczypospolitej przez Carstwo Rosyjskie

Rozejm w Jamie Zapolskim (ros. Ям-Запольский мир) – rozejm kończący wojnę polsko-rosyjską podpisany 15 stycznia 1582 roku. Kończył wojnę króla Stefana I Batorego z carem Iwanem IV Groźnym o Inflanty. Rzeczpospolita odzyskała Inflanty z Parnawą i Dorpatem, oraz ziemię połocką zagarniętą przez Rosję w 1563. Układ ustanawiał 10-letni rozejm pomiędzy walczącymi stronami.
Rozejm podpisany w Jamie Zapolskim został przedłużony w 1591 na lat 12 i w 1601 na lat 20 (do 1622). Zerwany w 1609, kolejny rozejm w Dywilinie zawarto w 1619.

## Tło i wydarzenia poprzedzające
Kolejna faza wojen polsko-moskiewskich wiązała się z walką o dominację w Inflantach, na które w 1558 uderzył Iwan IV. W roku 1561 ostatni wielki mistrz krajowy inflanckiej gałęzi zakonu krzyżackiego dokonał, na wzór Prus Zakonnych, sekularyzacji państwa zakonnego, a następnie poddał Inflanty pod opiekę polsko-litewską. Terytorium podzielono pomiędzy Rzeczpospolitą i lenne Księstwo Kurlandii i Semigalii. W 1577 Iwan IV Groźny uderzył na Inflanty i zajął ich terytorium, z wyjątkiem Księstwa Kurlandzkiego. Dopiero za rządów Stefana Batorego udało się Rzeczypospolitej odzyskać utracone terytorium. Batory przeprowadził trzy kampanie, zdobywając w roku 1579 Połock, w 1580 Wielkie Łuki, a w roku 1581 rozpoczął oblężenie Pskowa. Równoczesne zdobycie przez Szwecję Narwy zmusiły Iwana IV Groźnego do wycofania się z Inflant.
Rozejm został podpisany 15 stycznia 1582 przy mediacji Antonia Possevina (legata papieża Grzegorza XIII). W negocjacjach uczestniczył Krzysztof Warszewicki.